# Konia (rodzaj)
Konia – rodzaj słodkowodnych ryb okoniokształtnych z rodziny pielęgnicowatych (Cichlidae).

## Występowanie
Endemity jeziora Barombi Mbo w zachodnim Kamerunie.

## Klasyfikacja
Gatunki zaliczane do tego rodzaju:
- Konia dikume
- Konia eisentrauti

Gatunkiem typowym rodzaju jest Tilapia eisentrauti.